# Asclepias incarnata
Asclepias incarnata L. è una pianta erbacea, perenne appartenente alla famiglia delle Apocinacee, nativa del nord America.

## Descrizione
La pianta può raggiungere una altezza di circa 100–150 cm, con radici grosse e carnose di colore bianco. Cresce in suoli umidi e viene spesso coltivata come pianta da giardino per i propri fiori. La fioritura è fra l'inizio e la metà dell'estate, e produce piccoli e profumati fiori con infiorescenza ad ombrella.